# Sádijávrre
Sádijávrre, enligt tidigare ortografi Satihaure eller Satisjaure, är en sjö i Gällivare kommun i Lappland och ingår i Luleälvens huvudavrinningsområde. Sjön har en area på 68,9 kvadratkilometer och ligger 451 meter över havet. Sádijávrre ligger till större delen i Sjaunja Natura 2000-område men delvis även i Stora Sjöfallet Natura 2000-område.

## Vattenkraftsutbyggnad
Sádijávrre förvandlades genom utbyggnaden av Vietas kraftstation åren 1964 till 1971 till ett vattenmagasin. Före utbyggnaden låg sjöns yta 440 meter över havet. Efter utbyggnaden får sjöns yta variera mellan 438 och 457  meter över havet och normalvärdet anges till 451 meter över havet. Volymen uppges till 1260 miljoner kubikmeter..
En damm har byggts över utloppet av Sádijávrre varför numera endast en mindre mängd vatten flyter genom det naturliga utloppet Viedásädno. Huvudavrinningen sker genom tunneln till Vietas kraftstation. Oavsett färdväg hamnar vattnet i sjön Langas (lulesamiska: Láŋas).

De två sjöarna uppströms, Gágirjávri och Beazáš som på Generalstabskartan från 1889 benämns Kakirjaure resp. Petsats, låg tidigare 449,3 resp. 449,2 meter över havet men kommer nu att bilda en enda sjö när Sádijávrres vattenstånd överskrider 449,3 meter. VISS har valt att betrakta Sádijávrre som en separat sjö samtidigt som Gágirjávri och Beazáš slagits ihop till en sjö. Lantmäteriet har dock kvar båda namnen på sjöarna.

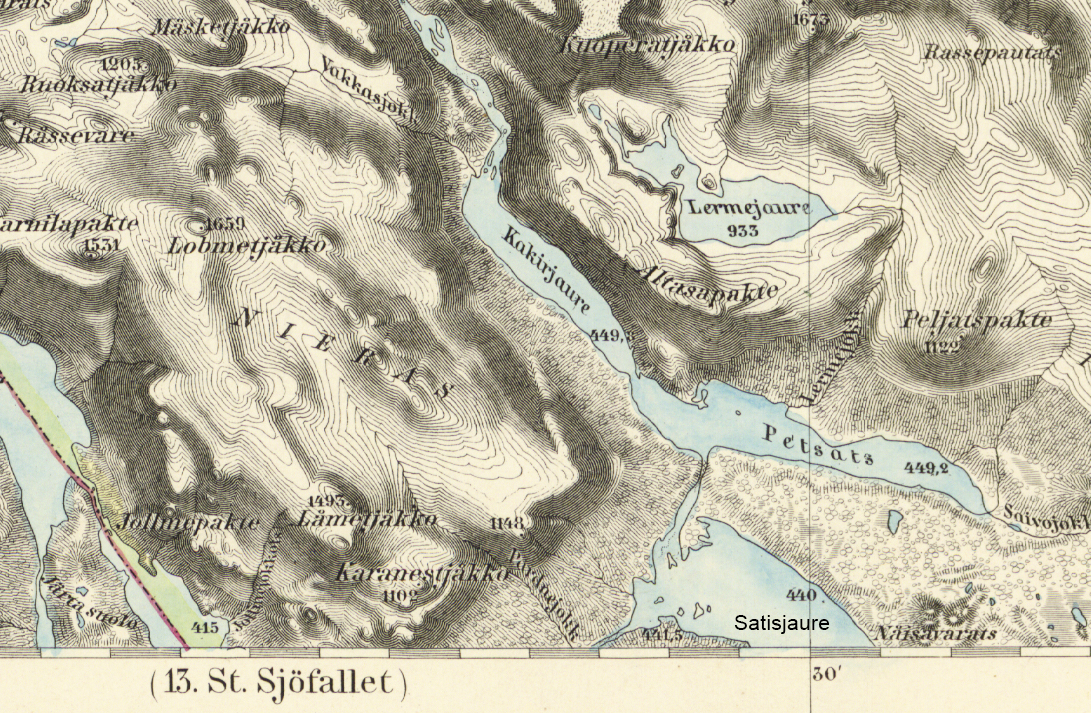
Generalstabskartan från 1889 över de sjöar som idag berörs av "Saitisjauremagasinet".

## Delavrinningsområde
Sádijávrre ingår i det delavrinningsområde (748759-162987) som SMHI kallar för Utloppet av Satihaure. Medelhöjden är 535 meter över havet och ytan är 248,66 kvadratkilometer. Räknas de 87 avrinningsområdena uppströms in blir den ackumulerade arean 2 336,39 kvadratkilometer. Viedásädno som avvattnar avrinningsområdet har biflödesordning 2, vilket innebär att vattnet flödar genom totalt 2 vattendrag (Stora Luleälven, Luleälven) innan det når havet efter 309 kilometer. Avrinningsområdet består mestadels av skog (51 procent) och kalfjäll (14 procent). Avrinningsområdet har 71,33 kvadratkilometer vattenytor vilket ger det en sjöprocent på 28,7 procent.